# 大围山苹婆
大围山苹婆（学名：Sterculia henryi var. cuneata）是梧桐科苹婆属蒙自苹婆的变种。分布于中国大陆的云南等地，生长于海拔800米至1,000米的地区，常生于山坡上疏林中和山谷溪旁密林中，目前尚未由人工引种栽培。